# Louis de Duras, 2:e earl av Feversham

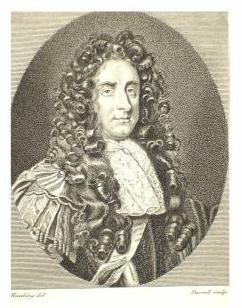
Louis de Duras, 2:e earl av Feversham.

Louis de Duras, 2:e earl av Feversham, född år 1641, död den 19 april 1709, var en fransk adelsman som blev upphöjd till earl av Feversham i England under ätten Stuarts regeringstid.
Han föddes i Frankrike som marquis de Blanquefort. Hans far, Guy Aldonce (1605-1665), marquis de Duras och comte de Rozan, härstammade från den framstående ätten Durfort. Hans mor, Elizabeth de la Tour d'Auvergne, var syster till riksmarskalken Turenne. Han hade fem syskon. Hans två bröder Jacques Henri och Guy Aldonce kom båda att bli riksmarskalker. Louis de Duras var hugenott.
År 1663 kom han till England i följe med hertigen av York, och han blev naturaliserad medborgare samma år. Den 19 januari 1673 upphöjdes han till den engelska aristokratin som Baron Duras av Holdenby. Titeln hämtades från en egendom i Northamptonshire han köpt av hertigen av York. År 1676 gifte han sig med Mary, dotter och arvtagerska till sir George Sondes, baron Throwley, viscount Sondes och earl av Feversham.
När hans svärfar dog år 1677 fick han enligt särskild dispens från kungen ärva dennes titlar. Hans hustru dog år 1679. Under Karl II gjorde Feversham militär karriär och sändes även på flera diplomatiska uppdrag i utlandet. Han utsågs till Master of Horse 1679, och innehade även flera prestigefyllda poster vid hovet. Han var bland annat närvarande när kungen på sin dödsbädd försonades med den katolska kyrkan.
Under Jakob II blev Feversham medlem av kungens Privy Council, och år 1685 utsågs han till befälhavare i kampen mot rebellerna ledda av Monmouth. Under denna kampanj utmärkte han sig främst genom den grymhet han visade de besegrade efter slaget vid Sedgemoor. Som belöning för sin seger upphöjdes han till riddare av Strumpebandsorden och överste i livgardet.
Efter den ärorika revolutionen lyckades Feversham med hjälp av änkedrottningen  bli accepterad av den nye kungen, Vilhelm III. Han dog utan arvingar och ligger nu begravd i Westminster Abbey.